# Johannes Zschucke
Johannes Zschucke (* 20. Juli 1887 in Dresden; † 5. September 1953 bei Saas-Fee) war ein deutscher Tropenmediziner und Hochschullehrer.

## Leben
Zschucke absolvierte nach dem Ende seiner Schullaufbahn ein Studium der Medizin an den Universitäten Freiburg, Greifswald, Innsbruck und München, wo er zum Dr. med promovierte. Bereits vor seiner Promotion war Zschucke am Tropeninstitut Hamburg beschäftigt. Ab 1913 war Zschucke als Tropenmediziner in Kamerun tätig und war während des Ersten Weltkrieges in spanischer Internierung. Von 1921 bis 1925 betätigte er sich als Pflanzungshygieniker in Guatemala und bereiste Mittelamerika. Anschließend war er bei den I.G. Farben in der Forschung tätig und absolvierte in dieser Funktion mehrere Auslandsreisen.
Zschucke wurde 1938 zum außerordentlichen Professor für Tropenmedizin an die Universität Köln berufen. Während des Zweiten Weltkrieges war Zschucke ab 1941 als Flottenarzt am Marinemedizinalamt in Berlin tätig. Zschucke nahm an der Tagung über „Ärztliche Fragen bei Seenot und Winternot“ am 26. und 27. Oktober 1942 in Nürnberg teil, wo auch über die „Unterkühlungsversuche“ im KZ Dachau referiert wurde.
Nach Kriegsende leitete Zschucke ab 1951 das Diagnostische Institut in Celle. Zudem war er als Tropenmediziner für die Weltgesundheitsorganisation in Genf tätig. Zschucke, der passionierter Bergsteiger war, stürzte bei dem Versuch einen ausgerutschten Bergsteiger zu retten mit diesem am Lagginhorn zu Tode.